# Omiya Ardija
Omiya Ardija japanski je nogometni klub sa sjedištem u mjestu Omiyi.
Klub je ušao u prvu Japansku ligu 2004. godine. 
Glavni rivali Omiya Ardije je nogometni klub Urawa Red Diamonds. 

## Povijest
- 1969. Klub je osnovan pod imenom NTT Kanto NK
- 1998.: Klub preimenovan je u Omiya Ardija

## Vanjske poveznice
- Službena stranica